# Калашников Федір Іванович
Калашников Федір Іванович (нар. 16 (29) травня 1914, Миколаїв — 12 серпня 1980, Фастів) — український театральний актор; чоловік Віри Калашникової; батько Вадима Калашникова.

## Життєпис
У 1928–1941 роках працював на Миколаївському суднобудівному заводі ім. А. Марті. Працю поєднував з грою у самодіяльному театрі мініатюр при заводі. Брав участь у 2-й світовій війні.
У 1944–1959 роках — актор Миколаївського українського пересувного драматичного театру ім. Т. Шевченка. З 1960 по 1977 рік працював заступником директора та головним адміністратором українського музично-драматичного театру в Миколаєві.

## Творчість
Серед ролей — Гнат («Безталанна» І. Карпенка-Карого), Назар Стодоля (однойменна драма Т. Шевченка), Петро, Микола («Наталка Полтавка» І. Котляревського), Василь («Циганка Аза» М. Старицького), Семен («Дай серцю волю, заведе в неволю» М. Кропивницького), Миловзоров («Без вини винні» О. Островського), Збишко («Мораль пані Дульської» Г. Запольської).